# 新园村
新园村，是中华人民共和国江西省赣州市龙南市里仁镇下辖的一个村。
2014年11月25日，新园村公布为第三批中国传统村落。
2019年1月21日，龙南县里仁镇新园村公布为第七批中国历史文化名村。